# أندريه هوريو
أندريه هوريو 23 يوليو1897-20 سبتمبر1970 (بالفرنسية:André Hauriou)،أستاذ جامعي وسياسي فرنسي. ابن العميد موريس هوريو، أحد الآباء المؤسسين للقانون الفرنسي العام الحديث.

## حياته وتعليمه
درس أندريه هوريو كل دراساته في تولوز، من مدرسة فابر العلمانية ومروراً بمدرسة تولوز الثانوية حتى كلية الحقوق بالمدينة.حصل على الدكتوراة في القانون في عام 1921، وكان من 1922 إلى 1925، محاضراً في كلية الحقوق في تولوز. بعد تجميع القانون الذي تم الحصول عليه في عام 1925، تم تعيينه أستاذاً للقانون الإداري، ثم أستاذاً للقانون الدستوري في عام1933.